# 戴维·格斯特
戴维·格斯特（英語：David Guest，1981年8月22日—），生于塔斯马尼亚州，澳大利亚前男子曲棍球运动员。他曾代表澳大利亚国家队参加2008年夏季奥林匹克运动会曲棍球比赛，获得一枚铜牌。